# ホンダ・シャドウ
シャドウ（SHADOW）とは、本田技研工業が製造するクルーザー（アメリカン）タイプのオートバイである。シリーズ車種として排気量別に数車種が生産されている。
なお本項では派生車種にあたる VT750/400S（ブイティー750/400エス）についても記述する。

## 概要
主に北米向けクルーザーで使用された商標であったが、1986年にそれまで生産されていたNV750カスタムを変更した。

## モデル一覧

### NV750カスタム(初代)
シャドウの名称が使われる国内向けモデルとしては初代に当たるモデル。1982年12月17日に発売された NV750カスタム の外観やフレームを一新した。搭載されるエンジンは現行の750 ccモデルとは異なる挟み角が45度のものである。位相クランクを採用し、クルーザーモデルとしては非常に振動が少ないのが特徴。

### シャドウ400 / 750

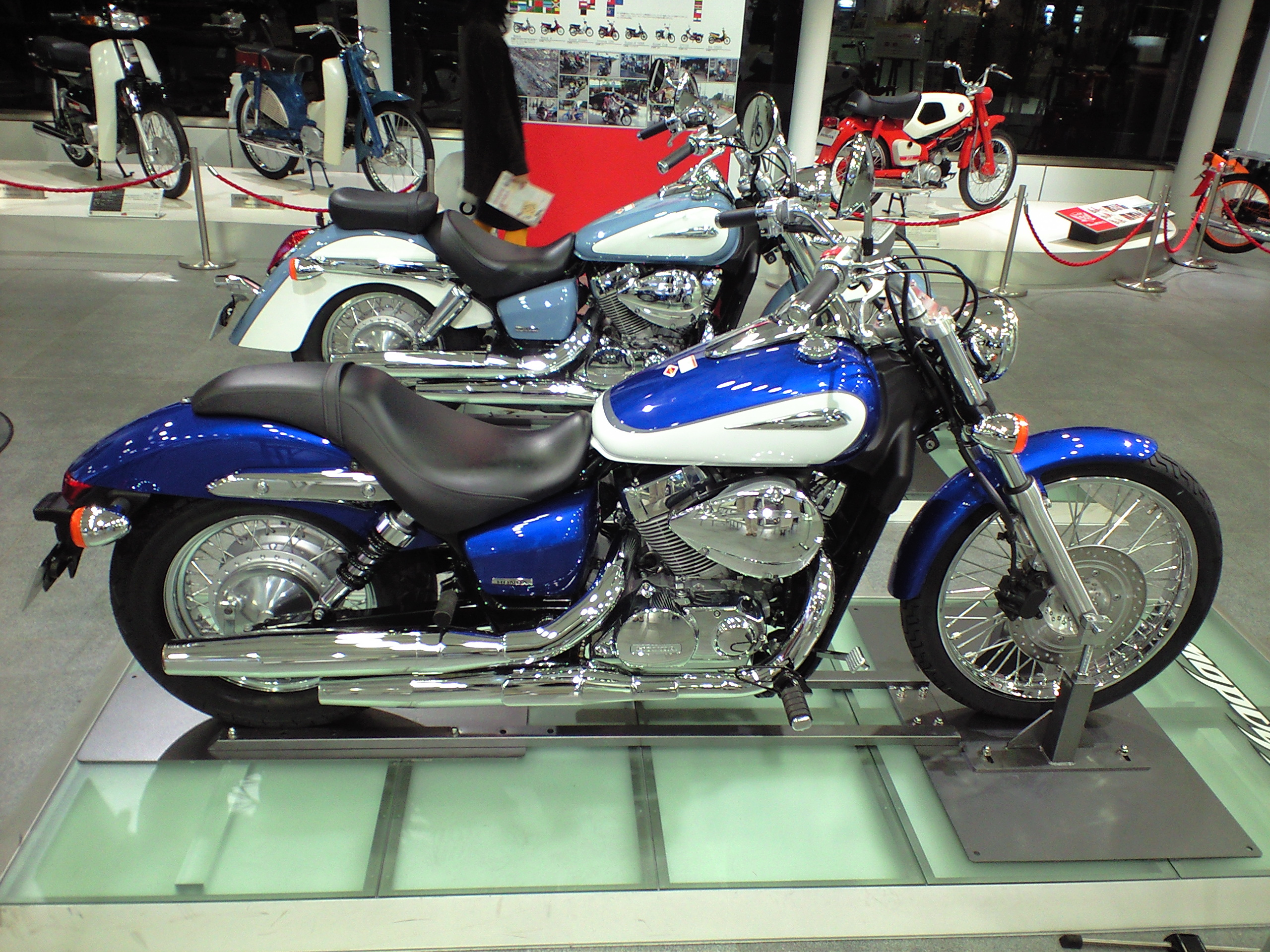
シャドウ400 2008年モデル（画像手前がカスタム・奥がクラシック）

シャドウ400 / 750 は1997年に発売された。車体はほぼ共通で前輪17インチ・後輪15インチとなっている。当初はチョッパーとして販売されていたスティードが存在、シャドウはクラシックタイプとして外装を派手にすることで同じクルーザータイプにおける住み分けを計っていたが、後にクルーザー車両はシャドウに統一されることになる。
搭載されるエンジンは、スティードに搭載されるものをベースに吸排気系の変更で出力向上を果たしている。さらにワイドレシオのギアを採用してギア1段1段の伸び感を演出。シャドウ750ではスティード600のエンジンのボア・ストロークを変更、ギアを4段から5段へと変更している。

#### 遍歴
1997年、シャドウ400 / 750 新規発売。後のモデルとは違いマフラーは一本出しである。
2000年、前輪19インチで外装をシンプルにした シャドウ スラッシャー および シャドウ スラッシャー750 が発売される。ショートフェンダー・ローダウン化・シート高を従来モデルより50 mmダウン・触媒内蔵メガホン形状2本出しマフラー装備などを実施した。
2003年にはシャドウ750が型式名RC50へ変更するフルモデルチェンジを実施。新設計フレームに変更・ホイールベース30 mm延長・シート高15 mmダウン。シングルキャブレター化RC50E型エンジンの燃費向上・外装変更・H･I･S･S装備。
2008年1月に750がマイナーチェンジ。同年10月に400がフルモデルチェンジを実施し2バリエーションに細分化された。
- クラシック ：大型フェンダー装着。
- カスタム ：21インチフロントタイヤならびに小型フェンダー装着。

エンジンも新設計となる電子制御燃料噴射（PGM-FI）化による環境性能ならびに低中速トルクの向上を実施した。またマフラーも触媒内蔵のテーパード（葉巻）型2本出しとなった。
2009年には750の外装を一部変更し塗装をブラックに統一したバリエーションとして シャドウ ファントム を追加。また通常の750モデルにはABS仕様を追加した。
- 通常仕様のリヤブレーキは機械式ドラムブレーキだが、ABS仕様では油圧式ディスクブレーキとなる。

2016年をもって400クラシック・750ファントムが販売終了、日本国内仕様は生産終了が公表された。

### VT750S / 400S

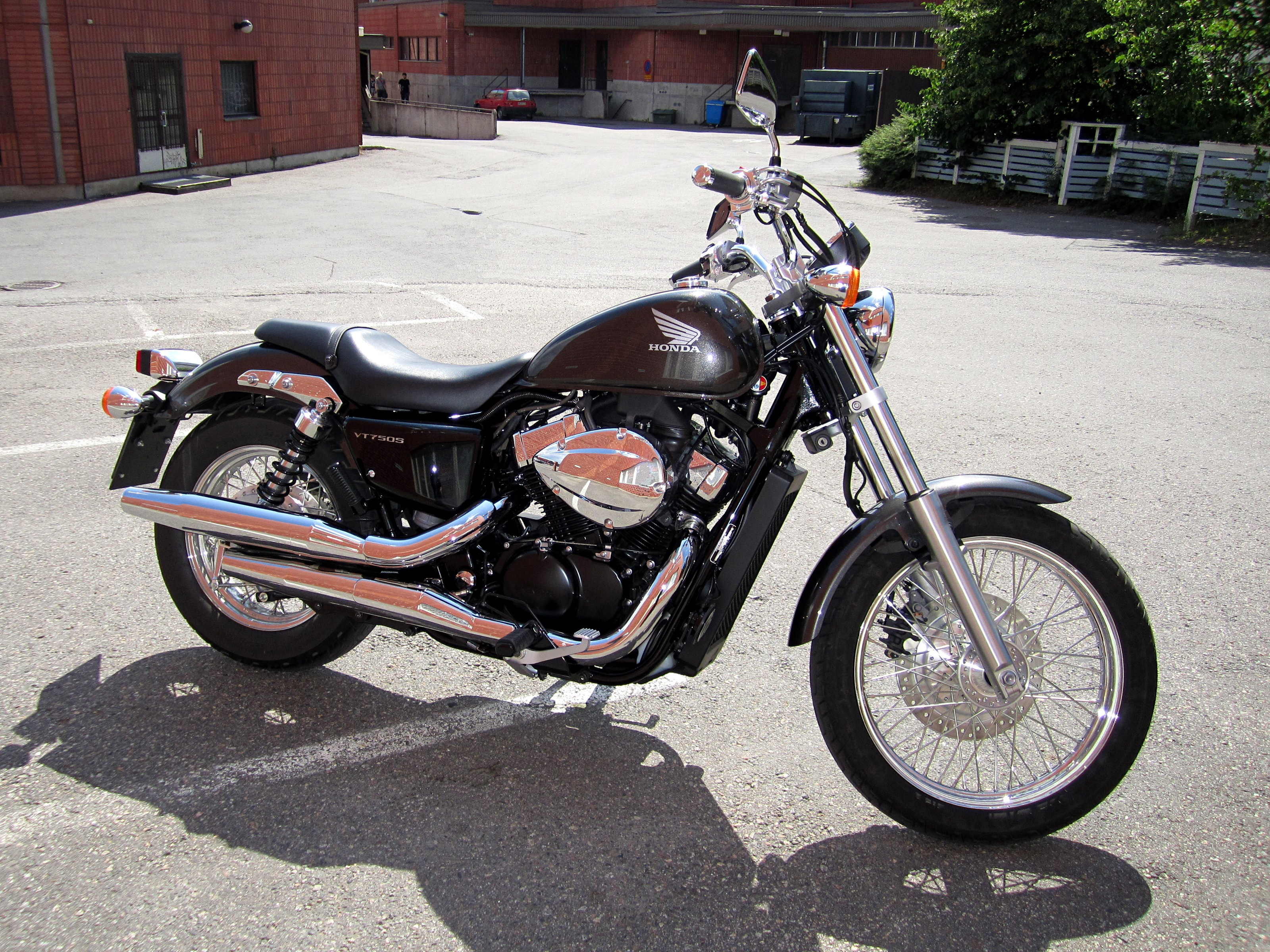
VT750S

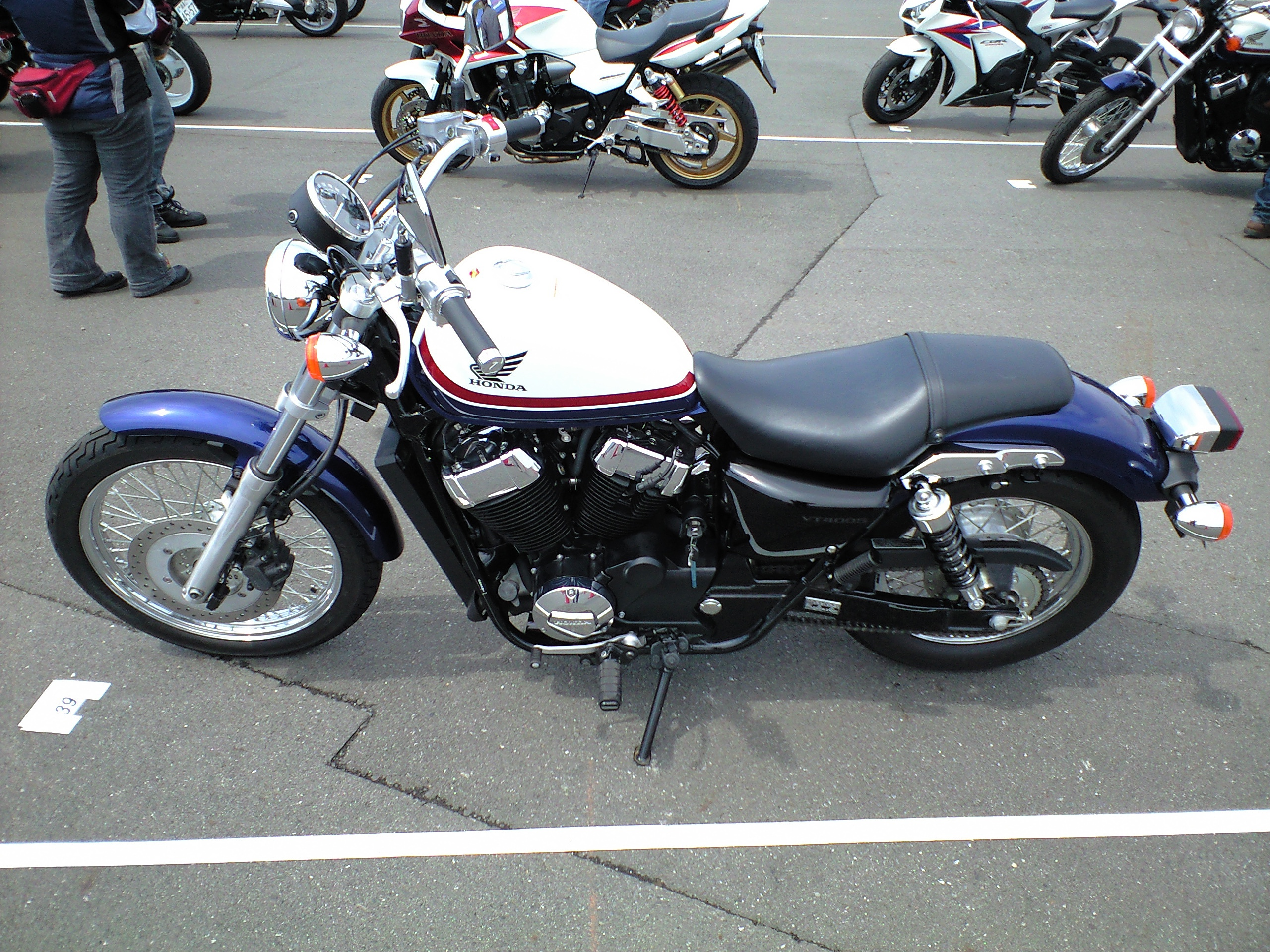
VT400S

VT750S は2010年3月に発売された。北米では SHADOW RS として発売されている車両で、車体は先代のシャドウをベースとしチェーン駆動の採用や外装の簡素化で大幅に重量を軽減させており、エンジン出力もカタログスペックではシャドウと異なっている。また車輪もシャドウファントム同様に前輪19インチ・後輪16インチに換装している。大型自動二輪車のビギナーを意識した車両となっており、販売価格は税込みで74万9,700円と抑え目に設定されている。
同年11月5日には VT400S を発売。車体は750と同一で、エンジンはシャドウ400シリーズからの流用となっている。
両車両とも日本仕様は2014年に生産終了となった。

### 1100 ccクラス
1993年から当時のホンダ・オブ・アメリカ・マニュファクチャリング（HAM）が生産していた シャドウ・エース(VT1100C2) を日本に輸入し シャドウ アメリカン クラシック エディション として正規発売した。1,099 cc、挟み角45度のエンジンはわずか2500 rpmで8.7 kgf·mの最大トルクを発生させる。
1998年には同じくHAM生産による シャドウ エアロ が300台限定で輸入販売された。ディープフェンダーや大型なヘッドライト、ティアドロップ型タンク、シーソー型チェンジペダルや大型ステップボードなどの採用で、よりクラシックなスタイリングを強調させたモデルである。
なお、日本において1100 ccクラスのシャドウが シャドウ1100 の名称で発売されたことは無い。

### VT125シャドウ

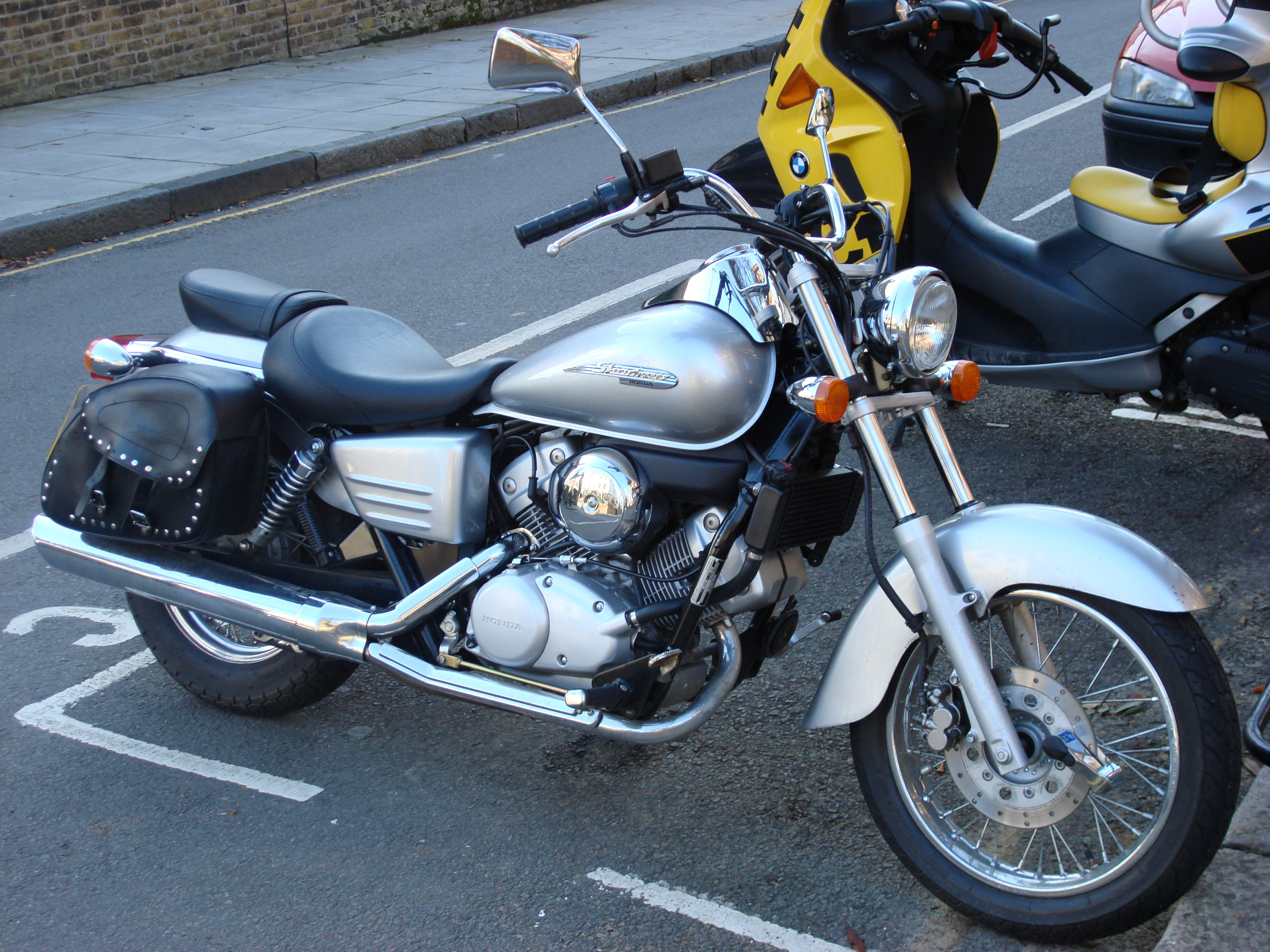
VT125 シャドウ

VT125シャドウは、主にヨーロッパの初心者ライダー向けに生産されていた排気量125 ccのクルーザーであり、日本に正規輸入はされなかった。エンジンはこの車両のために開発された水冷90°V型2気筒で、最大出力15 PS / 11,000 rpmの高回転型である。このエンジンはバラデロ125にも採用されている。車体は125 ccとは思えないほど大柄であり、また車重も乾燥重量145 kgと重い。同クラスにはXV125 ビラーゴ、エリミネーター125などが存在する。